# Dicranella afroexigua
Dicranella afroexigua är en bladmossart som beskrevs av C. Müller och Per Karl Hjalmar Dusén 1896. Dicranella afroexigua ingår i släktet jordmossor, och familjen Dicranaceae. Inga underarter finns listade i Catalogue of Life.